# Велавськ
Велавськ (біл. Валаўск) — агромістечко в Єльському районі Гомельської області Білорусії. Адміністративний центр Валавської сільради. Давнє місто на теренах Овруцької землі. Історично етнографічно заселено українцями.

## Історія
Місто розташовано на сучасному кордоні України з Білоруссю, на етнічних українських землях Полісся. Знаходиться в 35 км на південний захід від Єльська, за 23 км від залізничної станції Словечно (на лінії Калінковичі — Овруч), за 223 км від Гомеля.
З XIV до першої чверті XVII століття Велавська земля входила до складу Овруцького князівства та Овруцького староства. Від назви місцевості походять Київські бояри Велавські: Ларивон Велавський, його син Давид Велавський та його сини — Булгак, Павло, Яків Покалевський, Андрій Глушко Велавський, Вільнянець. 
У середині XV століття «князь Семен... послухавши в них дідізну і вчизну їх, і дав пану Федьку Горлович».
Пізніше Велавськ переважно перебуває при владі панів Трипільських. Зустрічається Велавськ й у «Скарзі польської татарської хоругви стародубовського маршалка, Криштофа Литава на дворян Левковських і Невмерицьких від 7 грудня 1685 року» та інших актових записах.
За письмовими джерелами XVIII століття Велавськ відомий як село у володіння єзуїтів, потім державна власність, з 1777 року майно віленського єпископа І. Масальського, у Мозирському повіті Мінського воєводства Великого князівства Литовського. Після 2-го розділу Речі Посполитої (1793) місцевість окуповує Російська імперія. До 1795 року діяла уніатська Воскресенська церква. 
З 1834 року в Мозирському повіті Мінської губернії. Згідно з переписом 1897 року тут розташовувалися церква, церковно-парафіяльна школа, хлібозапасний магазин, 2 лавки, трактир, у Скороднянській волості, поруч однойменна садиба.
Населення:
- 1795 — 15 дворів.
- 1834 — 17 дворів.
- 1866 — 39 дворів, 272 мешканців.
- 1897 — 60 дворів, 390 мешканців.
- 1908 — 68 дворів, 460 мешканців.
- 1917 — 671 мешканців.
- 1925 — 133 двора, 732 мешканця.
- 1959 — 837 мешканця.
- 2004 год — 299 хозяйств, 786 мешканця.
- 2019 год — 230 хозяйств, 589 мешканця.